# Carview年度風雲車
Carview年度風雲車（カービュー・カー・オブ・ザ・イヤー；Carview Car of the Year；CVCOTY）依據每年度注目程度來決定成為話題的車輛。並且，遴選正式在日本國內有被發表的新型汽車為對象。目前，經由「車輛景觀株式會社」（株式会社カービュー；Carview Corporation All rights reserved）訪問所有使用者、投稿者和汽車專業記者，採取1個人1次的投票所決定。

## 設立
目前，經由「車輛景觀株式會社」營運的汽車綜合網頁所舉辦。

### 獎項
共設三個大獎：
- 年度國產風雲車（國產車）
- 年度進口風雲車（進口車）
- 年度特別風雲車（特別車）

### 募集方式

#### 募集概要
一年內，正式在日本國內所有被發表的新型量產汽車為對象。
- 應徵時間：依規定時間。
- 當選發表：依規定時間。

#### 募集方法
- ㊀使用網路登錄的情況完成投票「參加網誌企劃」（ブログ企画に参加する），用按鈕表示。
- ㊁按下按鈕，顯示自己的網頁投稿畫面，投票內容將自動被顯示出來。
- ㊂請在網頁上請填寫片假名2006年度風雲車！（カーオブザイヤー2006はコレだ！）的標題。

㊟一字錯誤，視為無效。
- ㊃網頁投稿畫面的主題上寫「網頁企劃用」，再交給我們。
- ㊄之後，即使就那樣投稿也很好，等寫不完整的中斷評論自由地編輯，請投稿。

㊟這時候，已投票後的車輛請勿變更。
- ㊅有投稿，即為應徵完成。

#### 募集條件
- 依使用者為對象。成員登記是這裏（页面存档备份，存于）。

#### 募集時間
- 依規定時間。

## 得獎車輛
- 2006年（第1屆：2006－2007）

投票時間：2006年10月11日－10月31日。
頒獎典禮：2006年11月1日舉行。
- 年度國產風雲車：Mitsubishi i
- 年度進口風雲車：Audi TT Coupe
- 年度特別風雲車：Mitsuoka Orochi

- 2007年（第2屆：2007－2008）

投票時間：
頒獎典禮：
- 年度國產風雲車：
- 年度進口風雲車：
- 年度特別風雲車：

## 備註
1. ↑  カービュー・カー・オブ・ザ・イヤー 2006-2007 （页面存档备份，存于），carview.co.jp

## 外部連結
- Carview年度風雲車（Carview Car of the Year；CVCOTY）